# Hypolytrum nudicaule
Hypolytrum nudicaule är en halvgräsart som beskrevs av Antoine Laurent de Jussieu och Henri Chermezon. Hypolytrum nudicaule ingår i släktet Hypolytrum och familjen halvgräs. Inga underarter finns listade i Catalogue of Life.